# Concilio di Clermont (1130)
Il Concilio di Clermont del 1130 fu convocato da papa Innocenzo II e si tenne in Alvernia, nella città di Clermont, che dopo la fusione con la città rivale di Montferrand (divenuta suo quartiere) diventerà l'attuale capoluogo alverniate. Questo concilio è famoso per aver vietato la pratica dei tornei cavallereschi, divieto del quale la cavalleria medievale francese tenne poco conto.

## Contesto
Questo concilio si riunì nel momento in cui il gusto per i tornei cavallereschi stava per raggiungere il suo apogeo, il secolo intercorrente tra il 1125 e il 1225. La Chiesa condannò questi giochi popolari e materiali poiché essa «…vi vedeva un pericolo per la vita dei torneanti, ma soprattutto per le loro anime»: oltre alla scomunica, al cavaliere ucciso nello scontro era negata la sepoltura cristiana.
Queste decisioni rimasero prive di effetti sensibili e i due concili che seguirono (Lateranense II e Lateranense III) ripresero questo divieto senza tuttavia riscuotere maggior successo.
In più il papa spiegò che solo i laici potevano esercitare il mestiere di chirurgo: i medici appartenenti al clero potevano curare i malati (solo con la palpazione e l'osservazione delle urine), ma non potevano entrare in contatto con il sangue, secondo la massima 
Inoltre il concilio confermò la legittimità dell'elezione al Soglio pontificio del cardinale Gregorio Papareschi, che aveva appunto assunto il nome di Innocenzo II, in contrapposizione con quella del cardinale Pietro Pierleoni, che passerà alla storia come antipapa Anacleto II.